# Rodestraat (Brugge)
De Rodestraat is een straat in Brugge.

## Beschrijving
Het gaat om een oude straat:
- 1352: Roodstrate;
- 1469: Roodestrate;
- 1490: Roostrate.

De betekenis van deze straatnaam blijft duister. Karel Verschelde en Adolf Duclos formuleerden de hypothese dat het om een straat ging die getrokken was door een land waarop de stoppels, het onkruid en het struikgewas waren in brand gestoken. Net zoals in het naburige Verbrand Nieuwland en de straat dus 'rood gloeiend' stond. Zekerheid over die uitleg is er niet. Een andere, meer waarschijnlijke verklaring is dat de naam afgeleid is van het Middelnederlandse woord rode. Dat komt in vele plaatsnamen voor en betekent "gerooid land", dat wil zeggen "land dat door het rooien van bomen voor bebouwing geschikt is gemaakt".
De Rodestraat loopt van de Langestraat naar de Jeruzalemstraat en het Kantwerkstersplein.